# Karl Earl Mundt

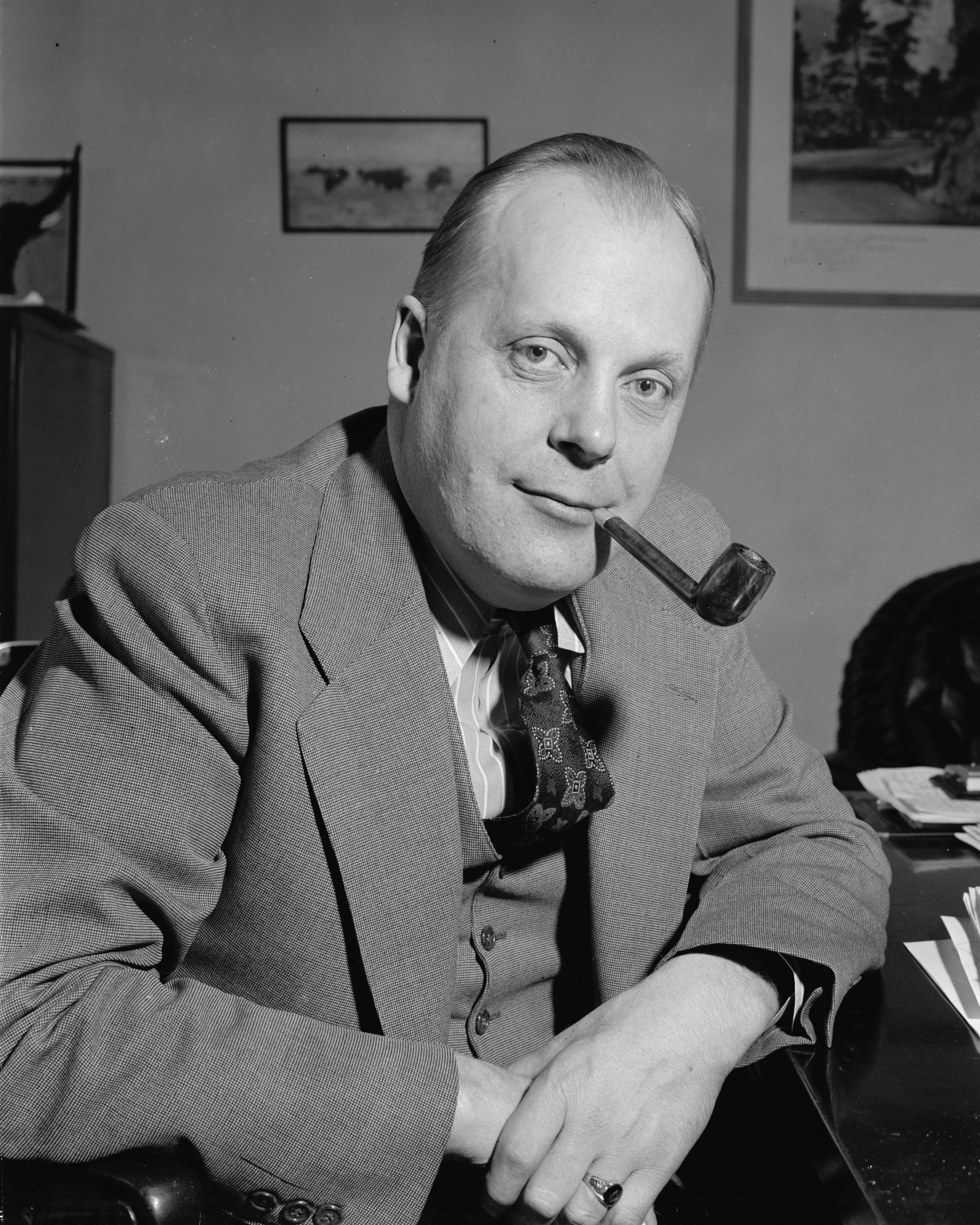
Karl Earl Mundt

Karl Earl Mundt (* 3. Juni 1900 in Humboldt, Minnehaha County, South Dakota; † 16. August 1974 in Washington, D.C.) war ein US-amerikanischer Politiker (Republikanische Partei), der den Bundesstaat South Dakota in beiden Kammern des Kongresses vertrat.
Karl Mundt machte 1923 seinen College-Abschluss in Northfield (Minnesota). Danach arbeitete er zunächst als Lehrer an einer High School in Bryant und wurde 1924 Schulrat dieser Stadt. Nachdem er 1927 an der Columbia University graduiert hatte, war er bis 1936 als Dozent am State Teachers College in Madison tätig.
Sein erstes politisches Amt hatte Mundt von 1931 bis 1937 als Mitglied der staatlichen Spiel- und Fischereikommission inne. Von 1939 bis 1948 vertrat er dann den ersten Wahlbezirk South Dakotas im Repräsentantenhaus der Vereinigten Staaten. Am 30. Dezember 1948 trat er zurück, um den vakanten Sitz von Vera C. Bushfield im Senat der Vereinigten Staaten zu besetzen. Mundt übte dieses Mandat vom 31. Dezember 1948 bis zum 3. Januar 1973 aus, ehe er nicht mehr zur Wiederwahl antrat. Im Jahr nach seinem Ausscheiden aus dem Kongress starb er in Washington.